# Bành Kinh Đường
Bành Kinh Đường (tiếng Trung: 彭京堂; bính âm: Péng Jīngtáng) là một thiếu tướng trong Quân đội Giải phóng Nhân dân, hiện là tư lệnh của Đơn vị đồn trú PLA tại Hồng Kông, nhậm chức từ tháng 1 năm 2022.

## Tiểu sử
Bành phục vụ tại Quân khu Tế Nam, tham mưu trưởng Quân đoàn Cảnh sát Vũ trang Tân Cương, và Phó Tham mưu trưởng Cảnh sát Vũ trang Nhân dân. Ông được thăng cấp thiếu tướng vào ngày 29 tháng 7 năm 2018. Ngày 9 tháng 1 năm 2022, ông được bổ nhiệm làm chỉ huy của Đơn vị đồn trú PLA tại Hồng Kông, kế nhiệm Trần Đạo Tường.